# Germanus (cousin de Justinien Ier)
Germanus (Γερμανός) ou Germain (mort à l'automne 550) est un général byzantin de l'Empire romain d'Orient sous l'empereur Justinien (527-565) dont il est l'un des cousins. Il occupe plusieurs postes de commandement en Thrace, en Afrique du Nord et en Orient contre les Sassanides. Il devait conduire la dernière expédition byzantine contre les Ostrogoths mais il meurt juste avant. Du fait de ses états de service et de son mariage avec Matasonte, qui le lie avec la dynastie royale des Amales, il aurait pu figurer comme un héritier potentiel de l'empereur Justinien.

## Biographie

### Enfance et origines
Germanus Iustinus est né avant 505. Il est le neveu de l'empereur d'Orient Justin Ier (518-527) et le cousin de l'empereur Justinien (527-565). Selon Jordanès, Germanus est un descendant de la famille romaine des Anicii, mais cette relation est incertaine. Selon Theodor Mommsen, sa mère pourrait être une fille d'Anicia Juliana.

### Une promotion rapide
Sous le règne de son oncle Justin Ier, le pape Hormisdas le nomme "vir illustris" dans une lettre datant de 519, pour finalement être nommé magister militum en Thrace. Il est victorieux contre une invasion des Antes. L'impératrice Théodora le déteste et il se retrouve près de neuf mois dans l'inaction à cause de cette inimitié.
En 536, il devient patrice et magister militum praesentalis. Il est envoyé en Afrique du Nord pour remplacer Solomon comme commandant en chef pour réduire la mutinerie des troupes de Stotzas. Selon Procope de Césarée, son arrivée fut un succès : par la conciliation  et le paiement des soldes, il récupère une large partie des mutins. Il défait le reste des rebelles lors de la bataille de Scalas Veteres au printemps 537. Il stabilise la situation en supprimant une seconde conspiration et en restaurant la discipline dans l'armée.
Rappelé par Justinien en 539, il est envoyé à Antioche en 540, juste avant le début de la guerre lazique avec l'empire perse sassanide. Submergés par les troupes perses, il doit se retirer avec son armée en Cilicie et ne peut empêcher le sac d'Antioche. L'année suivante, Bélisaire devient commandant à l'est et Germanus retourne à Constantinople.

### Conspiration d'Artaban
À partir de 548, il est l'un des proches les plus influents de Justinien et son probable héritier, bien que jamais formellement reconnu comme tel. Sa position s'affirme encore à la mort de l'impératrice Théodora qui le détestait.
Le maître des milices d'Afrique Artabanès et son parent Arsace fomentent un complot qui vise à tuer Justinien pour le remplacer par Germanus. Germanus étant en désaccord avec Justinien sur les volontés de son frère récemment décédé Boraides, les conspirateurs pensent avoir son accord. Ils préviennent tout d'abord son fils aîné Justin. Celui-ci le prévient lors d'une réunion avec le comte Marcellus, chef de la garde impériale. Il décide de rencontrer les conspirateurs tandis qu’un homme de confiance de Marcellus se cache à proximité. Le comte prévient Justinien du complot ; les conspirateurs sont arrêtés mais traités avec clémence. Germanus et son fils sont tout d'abord suspectés d'être partie prenante du complot avant que le témoignage de Marcellus ne les disculpe.

### Guerre des Goths en Italie
À la même époque, en Italie, la guerre contre les Ostrogoths et leur roi Totila met l'empire byzantin en difficulté. En 549, Justinien envoie une force expéditionnaire importante en Italie commandée par Germanus. Mais finalement, après avoir décidé de changer le chef de l'expédition par le patrice Liberius, il annule complètement l'expédition.
Dès 550, Germanus est nommé commandant en chef d'une expédition en Italie. Il s'installe à Sardica pour organiser son armée, avec ses fils Justin et Justinien qui commandent une unité. Selon Procope, sa renommée est telle que les soldats byzantins ou barbares affluent pour joindre son armée. Une invasion slave partie de Thessalonique se dissout à la nouvelle de son arrivée à la tête du commandement thrace.
Pour l'aider dans son futur combat, Germanus prend pour seconde épouse Matasonte, ancienne reine des Ostrogoths, petite-fille de Théodoric le Grand et dernière héritière de la dynastie des Amales. L'empereur Justinien approuve cette union et présente alors Germanus à la fois comme héritier de l'Empire romain d'Orient et comme celui des royaumes goths. Ce mariage, combiné à la préparation massive de son armée, produit une forte impression chez les Goths d'Italie ; de nombreux soldats byzantins quittent leurs rangs persuadés d'un retour de l'Empire romain d'Orient en Italie.
Mais deux jours après la formation de son armée, au début de l'automne 550, il tombe malade et meurt. Son décès condamne tout espoir de réconciliation entre les Goths et les Romains en Italie et c'est une guerre de près de vingt ans qui commence. Les Byzantins reconquièrent la péninsule mais de façon éphémère.  

## Descendance
Germanus a un frère nommé Boraides et peut-être un second, nommé Justus. 
De son premier mariage avec Passara, il a deux fils et une fille : Justin, né vers 525-530, qui devient consul en 540 et général à la fin du règne de Justinien, Justinien qui devient général et Justina, née vers 527 qui épouse le général Jean, neveu du général rebelle Vitalien.
De son second mariage avec Matasonte, il a un fils nommé Germanus, né après la mort de son père fin 550 ou début 551. Son avenir est incertain bien qu'il puisse être identifié au patrice Germanus, sénateur durant le règne de l'empereur Maurice (582-602) dont la fille épouse le fils aîné de Théodose. Michael Whitby identifie le jeune Germanus avec le gendre de Tibère II Constantin.